# Hippocampus pontohi
Hippocampus pontohi (Syn.: Hippocampus severnsi Lourie & Kuiter, 2008) ist ein kleines Seepferdchen aus dem „Bargibanti-Artenkomplex“. Es kommt an den Küsten Sulawesis vor, und wurde u. a. bei Bunaken, in der Lembeh-Straße, bei Wakatobi, und bei Sorong im äußersten Westen der neuguineischen Vogelkop-Halbinsel in Tiefen von elf bis 25 Metern gefunden. Es wurde im Jahr 2008 wissenschaftlich beschrieben.

## Merkmale
Hippocampus pontohi wird 16 bis 17 mm lang und ist meist von gelbbrauner Farbe, es gibt jedoch auch beige bis fast weiße Exemplare. Einige haben eine rote Rückseite. Sein Rumpf wird von zwölf, der Schwanz von 26 bis 28 Knochenringen geschützt. Die Rückenflosse hat 14 Flossenstrahlen, die Brustflossen neun bis zehn. Die Afterflosse ist klein oder fehlt. Die Schnauze ist kurz und am Ende nicht verdickt. Die Kiemenöffnungen sind zu einer einzigen Austrittsöffnung zusammengewachsen, die mittig am Hinterkopf liegt.

## Lebensweise
Hippocampus pontohi lebt in der Kalkalge Halimeda und auf dem Hydroiden Aglaephenia cupressina. Es wird normalerweise paarweise angetroffen und ist für ein Seepferdchen des „bargibanti-Artenkomplexes“ relativ lebhaft. Zwei gesammelte Exemplare trugen jeweils elf Embryos in ihrem Abdomen.